# Nothadelphia mortierellicola
Nothadelphia mortierellicola är en svampart som beskrevs av Degawa & W. Gams 2004. Nothadelphia mortierellicola ingår i släktet Nothadelphia, divisionen oksvampar och riket svampar.   Inga underarter finns listade i Catalogue of Life.